# EMOM
Il metodo EMOM o per esteso Each Minute On Minute è una tecnica di allenamento ad alta intensità nato dal mondo del CrossFit ma applicato anche nel culturismo e nell'allenamento a corpo libero per sviluppare forza e ipertrofia.

## Descrizione
Il metodo EMOM consiste nel fissare un numero minimo di ripetizioni di un determinato esercizio (preferibilmente multiarticolari come le trazioni alla sbarra, burpee ecc..) distante dal proprio massimale ed andare ad ogni minuto a svolgere quelle ripetizioni. Il tempo che avanza è il recupero.

## Utilizzi

### Callistenia
Nel mondo della callistenia e dell'allenamento a corpo libero, in generale, l'EMOM è utilizzato per migliorare la tecnica e il numero di ripetizioni massimali di esercizi basici, come piegamenti o squat. In questo ambito è consigliabile lavorare con un intervallo di tempo tra i 10 e 15 minuti a fine seduta di forza oppure in corso di una seduta di resistenza.

### Bodybuilding e powerlifting
In ambito bodybuilding l'EMOM non è molto usato se non per chi mira ad ottenere ipertrofia o migliorare la forza in un determinato gesto atletico. Ad eccezione di questi casi molti culturisti o powerlifter preferiscono fare lavori classici basati su serie e ripetizioni.

### Fitness
In tema di fitness (quindi tutti coloro che frequentano una palestra o si allenano a casa senza essere culturisti o callistenici agonisti, ma per migliorare la forza e la condizione fisica), l'EMOM trova spazio in molti programmi di chi ha poco tempo per allenarsi. I vari allenatori inseriscono in programmazione l'EMOM quando il soggetto ha superato il primo mese di allenamento e comincia ad essere in grado di gestire un lavoro ad accumulo ed ad alta intensità. Un circuito EMOM per il fitness molto famoso è il Chelsea: piegamenti, squat e trazioni ogni minuto per 30 minuti con un totale di 10 minuti per ogni esercizio.